# Museo Regional de Historia de Tamaulipas
El Museo Regional de Historia de Tamaulipas es un museo ubicado en Ciudad Victoria, Tamaulipas, que se encuentra en un edificio histórico que fue originalmente un convento a finales del siglo XIX. A lo largo de su historia, el edificio ha tenido diversos usos, como asilo, escuela, cuartel militar y oficinas gubernamentales. El museo se inauguró el 12 de febrero de 2003, tras una remodelación realizada por el arquitecto Francisco Filizola González. El diseño museográfico estuvo a cargo de la empresa Museo Graphos, S.A., dirigida por el arquitecto Carlos Velázquez Moreno. El museo contó con el apoyo del Programa de Apoyo a la Infraestructura Cultural de los Estados (PAICE), y muestra la historia de Tamaulipas desde sus orígenes indígenas hasta la actualidad, mediante piezas de cerámica huasteca, obras de arte colonial y pantallas de video que ilustran la vida económica y social de la región.

## Historia
La construcción del Ex Asilo Vicentino, hoy Museo Regional de Historia de Tamaulipas, fue iniciada a finales del siglo XIX siendo Gobernador del Estado de Tamaulipas, Guadalupe Mainero, a instancias del Excelentísimo Señor Filemón Fierro Terán, Tercer Obispo de la Diócesis de Tamaulipas, el terreno donde se construyó el edificio fue donado por el señor Fermín Legorreta Fernández y su esposa la señora Eugenia Castañeda Núñez Cáceres.
El pueblo se unió al proyecto de dotar a la ciudad de un asilo para niños huérfanos y personas ancianas pues todos los victorences donaron cuando menos un sillar, material de construcción muy común en aquella época.
Al pasar de los años la persecución religiosa posterior a la Revolución, obligó a las religiosas a cargo del asilo, a abandonar el edificio dejando en manos de alumnos y demás católicas, las imágenes y objetos religiosos de la capilla, fue una lluviosa mañana de abril de 1923, cuando la madre superiora Guadalupe Flores, las madres Ma. Concepción Gutiérrez, Elvira Barahona, Teresa y Margarita, la novicia María de Jesús, y las hermanas Carmen y Luz, partieron precipitadamente dejando el lugar, donde educaron a niños, ancianos e internas.
Al pasar a manos de la Secretaría de la Defensa Nacional (SEDENA), el edificio se convirtió en Cuartel Militar del 29 Regimiento de Caballería, y del 77 Batallón de Infantería. Año con año niños de varias escuelas y otros acudían a festejar a los soldados en su día, hasta que debido al gran deterioró del inmueble, el cuartel abandonó el edificio y cambio su domicilio a la calle Carrera Torres.
El Asilo Vicentino, abandonado y semidestruido, volvería al poder del Gobierno del Estado de Tamaulipas durante la administración del Gobernador Américo Villarreal Guerra, quien firmó un convenio con la SEDENA.
Para 1990, el inmueble se entregó a la Asociación Civil Amigos del Museo, cuyo propósito era recaudar fondos para su rehabilitación. El edificio fue finalmente restaurado con el apoyo de CONACULTA, ahora Secretaría de Cultura, a través del programa de Apoyo a la Infraestructura de los Estados y el Gobierno de Tamaulipas.
A partir del 12 de febrero de 2003, ahora como Museo Regional de Historia de Tamaulipas, se tiene como propósito el conservar, preservar y difundir el patrimonio cultural de la entidad. El museo ha sido sede de múltiples exposiciones nacionales e internacionales dando la oportunidad de difundir la cultura regional, nacional e internacional y el resguardo del patrimonio histórico tamaulipeco.

## Salas

### Sala 1: Espacio geográfico y orígenes de las culturas indígenas
La primera sala del museo se dedica a mostrar el espacio geográfico de Tamaulipas y los orígenes de sus culturas indígenas. El visitante podrá apreciar la variedad y el contraste de los paisajes tamaulipecos, desde las costas del Golfo de México y la Laguna Madre, hasta las montañas boscosas de la Sierra Madre Oriental. También podrá observar la diversidad ecológica que existe entre la región Huasteca, de clima tropical, y las zonas áridas y semiáridas del norte del estado, donde predominan los mezquites.

### Sala 2: Horizontes Prehispánicos
En esta sala se exhiben objetos arqueológicos que pertenecen a la región de Mesoamérica Septentrional, donde se desarrollaron diversas culturas indígenas a lo largo de la historia. Estos objetos muestran la interacción que existió entre los pueblos sedentarios de las sierras y valles de Tamaulipas, y los grupos nómadas de Mesoamérica y Aridoamérica. Entre los objetos más destacados se encuentran las construcciones de piedra, que evidencian una organización política y social de estos pueblos.

### Sala 3: La cultura huasteca
Esta sala se enfoca en la cultura Huasteca, especialmente en su presencia en Tamaulipas. Se muestra la geografía cultural de esta región, así como la arquitectura y los asentamientos de los huastecos. También se exhiben objetos que reflejan su tecnología, tanto para fines cotidianos como ceremoniales, como cerámicas, esculturas y metales. Se explica el tipo físico y las costumbres étnicas de los huastecos, su organización social y sus relaciones con otros pueblos. Por último, se aborda su cosmogonía y sus creencias religiosas.

### Sala 4: Encuentro y confrontación de dos mundos
Esta sala presenta la vida de los pueblos indígenas que habitaban las tres regiones de la Gran Chichimeca Tamaulipeca antes de la llegada de los españoles. Se destacan sus costumbres y rasgos culturales, como el ritual del peyote o mitote. Se narra la exploración y conquista del territorio tamaulipeco por parte de los españoles, así como la colonización y evangelización que llevaron a cabo. Se expone la relación entre los colonizadores y los indígenas, la influencia del Nuevo Reino de León en la costa del Golfo de México, las rebeliones indígenas y el colapso de la frontera de Tamaholipa.

### Sala 5: La importancia del Nuevo Santander
Esta sala relata la colonización de Tamaulipas por José de Escandón y Helguera, Conde de Sierra Gorda, quien lideró una expedición a la Costa del Golfo de México y fundó varias poblaciones en el Nuevo Santander. Se describe el gobierno colonial de Tamaulipas, que alternaba entre burócratas y militares nombrados por la corona, y sus intentos de pacificar a los indios rebeldes. Se muestra la influencia de las reformas borbónicas en el ejército, la consolidación colonial mediante los Autos de la General Visita, el desarrollo de la ganadería, la agricultura y la minería, y la explotación de la sal en Reynosa y el litoral.

### Sala 6: El Nuevo Santander y el noreste novohispano
Esta sala explica la formación del obispado de Linares, que abarcaba las provincias de Coahuila, Texas, Nuevo Santander y el Nuevo Reino de León, y que marcó la primera delimitación institucional del noreste novohispano. Se analiza la creación de la Comandancia de las Provincias Internas de Oriente, que unificó el mando militar de la región. Se examina el surgimiento de la intendencia de San Luis Potosí, que incluía al Nuevo Santander. Se destaca el papel de Miguel Ramos Arizpe en las cortes de Cádiz, donde impulsó la Diputación Provincial.

### Sala 7: Sedes de la capitalidad colonial
Esta sala se refiere a la Villa de Santander, donde José de Escandón estableció su residencia y construyó su palacio. La villa fue la capital de la provincia de Nuevo Santander desde 1749 hasta 1769, y su patronazgo religioso se dedicó a los Cinco Señores. Se narra el traslado de la capital a San Carlos por el gobernador Vicente González de Santianés en 1769, coincidiendo con el auge minero en los reales de San José y San Nicolás de Croix.

### Sala 8: De la Villa de Aguayo a Ciudad Victoria
Esta sala se refiere al establecimiento oficial de Ciudad Victoria el 20 de abril de 1825 por decreto del Congreso Constituyente de Tamaulipas. Su historia se remonta a 1750, cuando se fundó la Villa de Santa María de Aguayo, que fue un punto estratégico de comunicación y defensa durante la guerra de independencia. La villa tuvo conflictos con las poblaciones de San Carlos y Padilla, que aspiraban a ser la capital del estado. Estos conflictos llevaron a la destitución del primer gobernador del estado, José Bernardo Maximiliano Gutiérrez de Lara, en 1824.

### Sala 9: Transformaciones de la vida independiente
Esta sala muestra la transición de Tamaulipas desde el periodo colonial hasta la formación de un estado soberano. Se explica cómo el Nuevo Santander se convirtió en una Diputación Provincial en 1822 y luego en un Congreso Constituyente en 1824. Se exhibe la primera Constitución del Estado de Tamaulipas, promulgada el 6 de mayo de 1825 en Ciudad Victoria. Se narra la guerra civil que estalló en 1838 por el cambio de régimen a la República Central, así como las consecuencias de la anexión de Texas a Estados Unidos y la guerra de intervención norteamericana. Se destaca el desarrollo comercial de Tamaulipas a través de los puertos de Matamoros y Tampico, que se abrieron al comercio internacional en el siglo XIX.

### Sala 10: Conformación de la frontera y la era progresista del antiguo régimen
Esta sala aborda la definición de la frontera entre Tamaulipas y Estados Unidos, así como el desarrollo económico y social de Tamaulipas durante el porfiriato. Se muestra cómo la separación de Texas, las guerras fronterizas, la disputa por la Franja de las Nueces y el Tratado Guadalupe-Hidalgo en 1848 afectaron el territorio y la población de Tamaulipas. Se explica cómo la Guerra de Reforma dio lugar a la creación de una zona de libre comercio en el norte del estado, que fue suprimida en 1905. Se describe el trazado de los límites del Río Bravo, las normas para su navegación y las alternativas de transporte como el ferrocarril y los puentes internacionales. Se destaca el fin del caudillismo con el General Servando Canales, el auge de la industria ixtlera en el IV distrito, el renacimiento de la minería en San Carlos, el inicio de la explotación petrolera en Tampico, el surgimiento de los bancos, el avance de las haciendas y la consolidación de Ciudad Victoria como capital del estado.

### Sala 11: Las bases estructurales delsigloXX
Esta sala muestra el desarrollo económico y social de Tamaulipas durante el siglo XX, con énfasis en la industria petrolera y la reforma agraria. Se narra la historia de la explotación petrolera en Tampico, desde su auge en los años diez hasta su crisis en los años veinte, y su nacionalización por el general Lázaro Cárdenas en 1938. Se exhiben los logros agraristas de Alberto Carrera Torres, Lucio Blanco y Emilio Portes Gil, que impulsaron la repartición de tierras y el apoyo a los campesinos. Se describe el progreso de la agricultura y el desarrollo en el Bajo Río Bravo, con la construcción de obras de riego, el cultivo del algodón, la creación de la región del Mante y el funcionamiento de los ingenios azucareros. Se destaca el avance de las comunicaciones en Tamaulipas, con la carretera panamericana y la red vial básica que se integró entre las décadas de los cuarenta y los sesenta.

## Servicios
Uno de los objetivos del Museo Regional de Historia de Tamaulipas es apoyar en la realización de eventos enfocados en el desarrollo histórico y cultural, que fortalezcan nuestra identidad así como favorecer e impulsar la creación intelectual y artística.
El museo cuenta con espacios exteriores que se utilizan para diversas actividades culturales, como talleres, pláticas, exposiciones, conciertos, pantomima, proyecciones de video, teatro y danza. También ofrece una biblioteca especializada en historia y arte para consulta de los visitantes. Además, dispone de un estacionamiento exclusivo para el servicio del museo.
El Museo ofrece a sus visitantes, además de las áreas de exhibición permanente los siguientes espacios:

### Sala de Exposiciones Temporales
Es un espacio de expresión, promoción y difusión de las distintas disciplinas artísticas. Cuenta con un espacio de 90 metros cuadrados, equipada con aire acondicionado e iluminación direccional, mamparas y bases para exhibición.

### Auditorio
Con capacidad para 150 personas, donde se realizan presentaciones de libros, conferencias, premiaciones, cursos de capacitación, subastas, así como eventos culturales y didácticos. Dispone de sillas acojinadas, mesas, aire acondicionado, sala de audio.
1. 1 2 3 4 5 6 7 8 9 10 11 12 13 14 15 16 17 18 19 20  «Museo Regional de Historia de Tamaulipas». Gobierno del Estado de Tamaulipas. 22 de junio de 2017. Consultado el 19 de julio de 2023.
2. 1 2 3 4 5 6 7 8 9 10 11  «Museo Regional de Historia de Tamaulipas». Secretaría de Cultura/Sistema de Información Cultural. Consultado el 19 de julio de 2023.

- Datos: Q120753397